# Grace Napolitano
Graciela Flores Napolitano, nota come Grace (Brownsville, 4 dicembre 1936), è una politica statunitense, membro della Camera dei Rappresentanti per lo stato della California dal 1999 al 2025.

## Biografia
Originaria del Texas, la Napolitano si trasferì da adulta in California, dove fu sindaco di Norwalk per un anno. È sposata con Frank Napolitano, da cui ha avuto cinque figli; ha quattordici nipoti e un pronipote.
Non è imparentata con l'ex Segretario della Sicurezza Interna Janet Napolitano.